# Olivet (Michigan)
Olivet è un comune degli Stati Uniti d'America, situato nello Stato del Michigan, nella contea di Eaton.